# خورشیدگرفتگی ۱۴ فوریه ۱۹۵۳
خورشیدگرفتگی ۱۴ فوریه ۱۹۵۳ (به انگلیسی: Solar eclipse of February 14, 1953) یک خورشیدگرفتگی از نوع خورشیدگرفتگی جزئی است. این خورشیدگرفتگی در تاریخ ۱۴ فوریه ۱۹۵۳ میلادی (‎۲۵ بهمن ۱۳۳۱ خورشیدی) روی داد که زمان اوج آن، ساعت ۰:۵۹:۳۰ به‌وقت ساعت هماهنگ جهانی بوده‌است.